# جيش الدانوب
جيش الدانوب هو جيش فرنسي تأسس في 2 مارس 1799 قبل فترة قصيرة من معركة ستوكاش، وكان يهدف إلى منع أي عمليات توغل نمساوية.